# Heaven (canção de Ayumi Hamasaki)
HEAVEN  é o 37º single da cantora de japonesa Ayumi Hamasaki, lançado em 14 de setembro de 2005. "HEAVEN" foi usada como tema do filme japonês Shinobi: Heart Under Blade, enquanto a faixa B-side "Will" foi usada como tema de um comercial de televisão para um produto da Panasonic. O single estreou em 1º lugar na Oricon e ficou por 14 semanas vendendo 327.111. O single tem contabilizado um total de 1.580.000 downloads até agora.
O single foi certificado Platina pela RIAJ, por vender mais de 250,000 cópias vendidas.

## Faixas
Todas as faixas escritas e compostas por Ayumi Hamasaki. 
| CD  |                               |         |  |
| N.º | Título                        | Duração |  |
| 1.  | "HEAVEN"                      | 4:17    |  |
| 2.  | "Will"                        | 4:06    |  |
| 3.  | "alterna (orchestra version)" | 6:19    |  |
| 4.  | "HEAVEN (piano version)"      | 4:20    |  |
| 5.  | "HEAVEN (instrumental)"       | 4:19    |  |
| 6.  | "Will (instrumental)"         | 4:06    |  |

| DVD |                                      |         |  |
| N.º | Título                               | Duração |  |
| 1.  | "HEAVEN (Vídeo Clip)"                |         |  |
| 2.  | "HEAVEN ("making of" photo gallery)" |         |  |
| 3.  | "HEAVEN (TV-CM)"                     |         |  |

## Vendas
| Parada                           | Posição | Total de Vendas | Semanas |
| -------------------------------- | ------- | --------------- | ------- |
| Oricon Parada Diária de Singles  | 1       | 327.111         | 14      |
| Oricon Parada Semanal de Singles | 1       | 327.111         | 14      |
| Oricon Parada Mensal de Singles  | 3       | 327.111         | 14      |
| Oricon Parada Anual de Singles   | 23      | 327.111         | 14      |